# Danuriella madagascariensis
Danuriella madagascariensis es una especie de mantis de la familia Mantidae.

## Distribución geográfica
Se encuentra en Madagascar.